# Compromiso Tucumán
Compromiso Tucumán (CT) es un partido político argentino creado en 2023 en la Provincia de Tucumán. Liderado por el político Germán Alfaro, que lideró anteriormente Acuerdo para el Bicentenario (2015-2019) y Partido por la Justicia Social (2019-2023)

## Historia
La historia del partido se remonta a las Elecciones provinciales de Tucumán de 2015 donde Germán Alfaro deja sus raíces del Partido Justicialista para unirse al Acuerdo para el Bicentenario, partido que integró filas con la coalición de Cambiemos. Este último obtuvo la intendencia de San Miguel de Tucumán tanto en 2015, como en 2019. 
En 2023 perdió las Elecciones provinciales de Tucumán de 2023 presentando a Beatriz Luisa Ávila como candidata a intendente, en unas reñidas elecciones frente a Rossana Chahla. Alfaro se presentó como candidato a vicegobernador junto con Roberto Sánchez, perdiendo también frente a la fórmula Osvaldo Jaldo-Miguel Acevedo.
En la legislatura tucumana cuenta con 5 Legisladores, obteniendo la vicepresidencia segunda tras un pacto con el bloque Justicialista del gobernador Osvaldo Jaldo.

## Resultados Electorales

### Gobernador y Vicegobernador de Tucumán
| Año  | Fórmula               | Fórmula             | Coalición Política | Votos   | %                | Resultado  |
| Año  | Gobernador            | Vicegobernador      | Coalición Política | Votos   | %                | Resultado  |
| ---- | --------------------- | ------------------- | ------------------ | ------- | ---------------- | ---------- |
| 2023 | Roberto Sánchez (UCR) | German Alfaro (PJS) |                    | 371.034 | \| \| 33.28 % \| | No Electos |
|      | 33.28 %               |                     |                    |         |                  |            |

### Intendente de San Miguel de Tucumán
| Año  | Fórmula       | Coalición Política | Votos  | %                | Resultado |
| Año  | Candidato     | Coalición Política | Votos  | %                | Resultado |
| ---- | ------------- | ------------------ | ------ | ---------------- | --------- |
| 2023 | Beatriz Ávila |                    | 152359 | \| \| 40.32 % \| | No Electa |
|      | 40.32 %       |                    |        |                  |           |

### Legisladores de la Provincia de Tucumán
Se consideran todas las listas sabanas del bloque "Compromiso Tucumán" como una única en la siguiente tabla:
| Año  | Votos   | %                | Bancas | +/- |
| ---- | ------- | ---------------- | ------ | --- |
| 2023 | 102217  | \| \| 10,06 % \| | 5/49   | 2   |
|      | 10,06 % |                  |        |     |